# Noctueliopsis grandis
Noctueliopsis grandis là một loài bướm đêm trong họ Crambidae.